# Blepephaeus sumatrensis
Blepephaeus sumatrensis es una especie de escarabajo longicornio del género Blepephaeus, subfamilia Lamiinae. Fue descrita científicamente por Breuning en 1938.
Se distribuye por la isla de Borneo. Mide 22-25 milímetros de longitud.